# Бонджорни, Эмиль
Эмиле Бонджорни (фр. Émile Bongiorni, итал. Emilio Bongiorni; 19 марта 1921, Булонь-Бийанкур, Франция — 4 мая 1949, Суперга, Турин, Италия) — французский футболист итальянского происхождения, игравший на позиции нападающего. Вместе с партнёрами по туринской команде погиб в авиационной катастрофе на горе Суперга 4 мая 1949 года.

## Спортивная карьера
В 1938 году дебютировал выступлениями за парижскую команду «Шарантон». В последнем довоенном чемпионате забил 18 мячей в 37 матчах второго дивизиона чемпионата Франции. В годы Второй мировой войны проводился только Кубок Франции, а также различные региональные турниры. В 1942 году перешёл в другой столичный клуб — «Расинг».
Турнир 1943/44 годов проводился по экспериментальной схеме. Он был общенациональным, но вместо клубов, в нём принимали участие сборные команды регионов. За победу боролись три команды: «Ланс-Артуа», «Лилль-Фландрия» и «Париж-Капиталь». В итоге, «Париж-Капиталь» завершил турнир на третьем месте. Эмиле Бонджорни с 37 голами стал третьем бомбардиром чемпионата.
В 1944/45 года «Расинг» стал обладателем Кубка Франции. На пути к финалу были одержаны победы над «Бордо», «Орлеаном» и «Ниццей». Соперником в решающей игре был «Лилль». Благодаря голам Андре Филиппо, Пьера Понсетти и Оскара Эссерера парижане завоевала четвёртый в своей истории кубковый трофей. Осенью 1945 года, после шестилетнего перерыва, стартовал очередной Чемпионат Франции. Бонджорни отыграл в составе столичного клуба три сезона провел в лиге 89 матчей, забил 43 гола.
В составе национальной команды дебютировал 6 декабря 1945 года. В Вене французы потерпели поражения от хозяев поля. Эмиле Бонджорни открыл счет на восьмой минуте, однако у соперников «хет-триком» отметился Карл Деккер. До августа 1948 года провел ещё четыре матча. В трех из них французы потерпели поражения: от сборных Бельгии (1:2 и 2:4) и Англии (0:3). 23 мая 1948 года, на стадионе в Коломбе, была добыта победа над шотландцами со счетом 3:0.
Летом 1948 года, руководство «Торино» — лидера итальянского футбола — решило усилить состав за счет легионеров. Из Франции приехали Эмиле Бонджорни и Руджеро Грава (клуб «Рубе-Туркуэн»), из Чехословакии — Юлиус Шуберт (клуб «Слован»). В Серии А дебютировал 19 декабря, матч с «Фиорентиной» завершился вничью (0:0). За сезон провел 8 матчей, забил 2 мяча.
Весной 1949 года руководство туринского клуба приняло приглашение от португальского гранда, «Бенфики», принять участие в товарищеской игре в честь одной из крупнейших тогдашних звезд лиссабонского клуба, Франсишку Феррейры. Игра состоялась 3 мая 1949 года в Лиссабоне и завершилась поражением итальянских гостей со счетом 3:4. На следующий день команда «Торино», работники клуба и журналисты вылетели домой рейсом Лиссабон—Барселона—Турин.
Близ Савоны самолет начал снижаться при сложных погодных условиях. Примерно в 17:03 — осуществил поворот для захода на посадку и вскоре столкнулся с каменной оградой базилики Суперга на вершине одноименной горы, возвышающейся над окрестностями Турина. В результате авиакатастрофы все четыре члена экипажа и 27 пассажиров погибли на месте.
На момент гибели основного состава «Торино», до завершения сезона в Серии A оставалось четыре тура и команда возглавляла чемпионскую гонку. В последних турах, честь клуба защищали игроки молодежной команды. Все соперники в этих матчах («Дженоа», «Палермо», «Сампдория» и «Фиорентина»), из уважения к погибшим чемпионам, также выставляли на поле молодежные составы своих клубов. Молодежная команда «Торино» победила во всех последних играх сезона, одержав таким образом посмертный чемпионский титул для своих старших товарищей.

## Достижения
- Чемпион Италии (1): 1949
- Обладатель кубка Франции (1): 1945

## Статистика
Статистика выступлений в официальных матчах:
| Сезон            | Команда          | Чемпионат | Чемпионат | Чемпионат | Кубок | Кубок | Сборная | Сборная |
| Сезон            | Команда          | Лига      | Игры      | Голы      | Игры  | Голы  | Игры    | Голы    |
| ---------------- | ---------------- | --------- | --------- | --------- | ----- | ----- | ------- | ------- |
| 1938/39          | «Шарантон»       | Д-2       | 37        | 18        | 2     | 1     | —       | —       |
| 1939/40          | «Шарантон»       | —         | —         | —         | 4     | 8     | —       | —       |
| 1940/41          | «Шарантон»       | —         | —         | —         | 1     | 0     | —       | —       |
| 1941/42          | «Шарантон»       | —         | —         | —         | 2     | 4     | —       | —       |
| 1942/43          | «Расинг»         | —         | —         | —         | 3     | 3     | —       | —       |
| 1943/44          | «Париж-Капиталь» | РТ        | 37        | 5         | 3     | —     | —       |         |
| 1944/45          | «Расинг»         | —         | —         | —         | 6     | 4     | —       | —       |
| 1945/46          | «Расинг»         | Д-1       | 30        | 14        | 5     | 3     | 2       | 1       |
| 1946/47          | «Расинг»         | Д-1       | 31        | 13        | 1     | 0     | 1       | 0       |
| 1947/48          | «Расинг»         | Д-1       | 28        | 16        | 5     | 5     | 2       | 1       |
| 1948/49          | «Торино»         | Д-1       | 8         | 2         | —     | —     | —       | —       |
| Всего за карьеру | Всего за карьеру | Д-1       | 97        | 45        | 34    | 31    | 5       | 2       |
| Всего за карьеру | Всего за карьеру | Д-2       | 37        | 18        | 34    | 31    | 5       | 2       |